# Phrynobatrachus batesii
Phrynobatrachus batesii es una especie  de anfibios de la familia Phrynobatrachidae.

## Distribución geográfica
Se encuentra en Camerún, Gabón, Ghana, Guinea Ecuatorial, Nigeria y, posiblemente, en Benín y Togo. Vive en todo tipo de medios boscosos.

## Estado de conservación
Se encuentra amenazada por la pérdida de su hábitat natural.